# Epuisana rugiceps
Epuisana rugiceps är en insektsart som beskrevs av Ronald Gordon Fennah 1950. Epuisana rugiceps ingår i släktet Epuisana och familjen vedstritar.
Artens utbredningsområde är Malawi. Inga underarter finns listade i Catalogue of Life.